# Pukinmäki
Pukinmäki (suédois : Bocksbacka) est un quartier d'Helsinki, la capitale finlandaise. Il appartient au superdistrict nord-est.

## Description
Le quartier de Pukinmäki (en finnois : Pukinmäen kaupunginosa) compte 8 573 habitants (fin 2019).
Pukinmäki a une superficie de 1,91 km2.

## Galerie

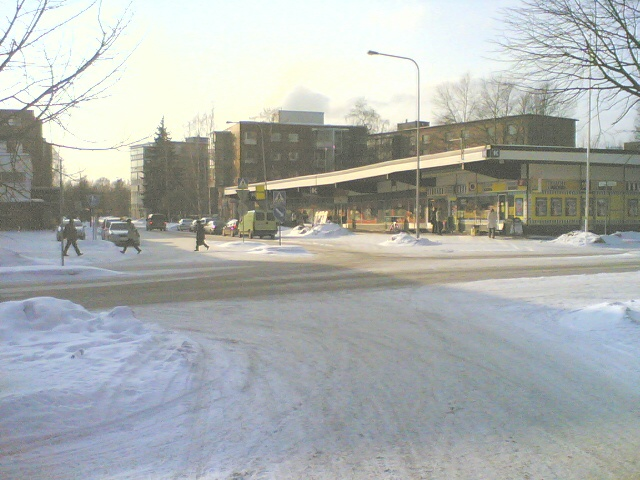
Pukinmäki.
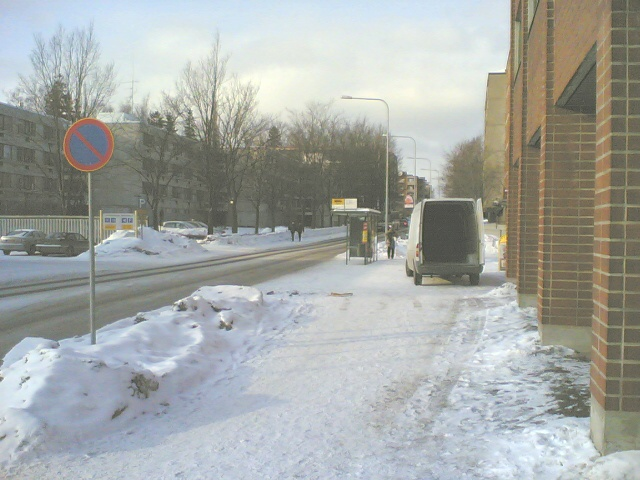
Pukinmäki.
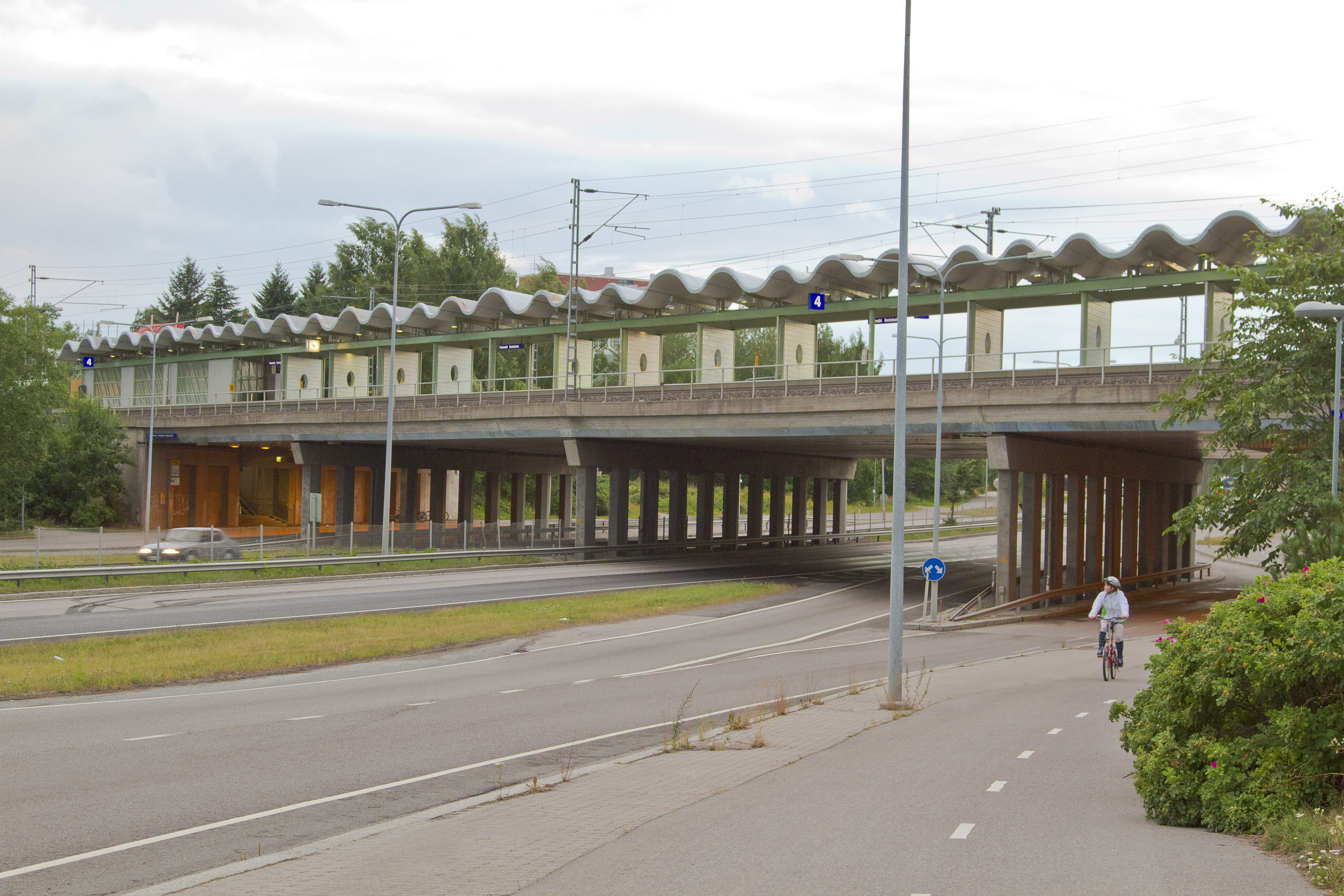
La gare de Pukinmäki sur le Kehä I.